# Saint-Louis (regio)
Saint-Louis is een regio in het noorden van Senegal. De hoofdstad is het gelijknamige Saint-Louis. De regio heeft een oppervlakte van 19.044 km² en had tijdens de laatste volkstelling van 2002 688.767 inwoners en in 2011 naar schatting 925.000 inwoners.
Het belangrijkste landbouwgewas is rijst met in 2005 een areaal van 29.000 ha. Daarna volgen groenten, erwten en aardnoten.

## Geografie
De regio strekt zich uit van de Atlantische Oceaan in het westen, langs de rivier de Sénégal op de grens met Mauritanië, tot aan de grens met de regio Matam zo'n 300 km naar het oosten. Ten zuiden ligt de regio Louga. Naast de hoofdstad zijn andere relatief grote plaatsen; Dagana, Podor en Richard Toll.
De regio ligt op de grens van een steppe een woestijnklimaat. In het westen, in de delta van de Sénégal, ligt het nationaal park Djoudj, een vogelreservaat dat sinds 1981 op de Werelderfgoedlijst staat.
De rivier de Sénégal zorgt ervoor dat de regio voor een deel relatief vruchtbaar is. Lac de Guiers is een groot bekend zoetwatermeer, ten zuiden van Richard Toll. Dit meer is voor Dakar een belangrijke bron van zoetwater, dat met ondergrondse buizen wordt aangevoerd.
De gemiddelde jaarlijkse neerslag bedraagt 295 mm.

## Bestuurlijke indeling
De regio is onderverdeeld in drie departementen:
- Dagana
- Podor
- Saint-Louis

Dakar ·
Diourbel ·
Fatick ·
Kaffrine ·
Kaolack ·
Kédougou ·
Kolda ·
Louga ·
Matam ·
Saint-Louis ·
Sédhiou ·
Tambacounda ·
Thiès ·
Ziguinchor